# These Things Happen
Albums de G-Eazy
Must Be Nice
(2012) When It's Dark Out
(2015)
Singles
1. Been On
Sortie : 21 août 2013
2. Almost Famous
Sortie : 11 décembre 2013
3. Tumblr Girls
Sortie : 23 février 2014
4. Far Alone
Sortie : 14 mars 2014
5. I Mean It
Sortie : 13 mai 2014
6. Lotta That
Sortie : 10 juin 2014

These Things Happen est le premier album studio de G-Eazy, sorti le 20 juin 2014.
L'album s'est classé 1er au Top R&B/Hip-Hop Albums, au Top Rap Albums et au Top Independent Albums, et 3e au Top Digital Albums et au Billboard 200.
L'album est certifié disque d'or en 2016.

## Liste des titres
| No  | Titre                                                                                      | Contient un (des) sample(s) de             | Durée |
| --- | ------------------------------------------------------------------------------------------ | ------------------------------------------ | ----- |
| 1.  | These Things Happen (Produit par Blackbear)                                                | Admired Miranda d'Elliot Goldenthal        | 2:24  |
| 2.  | Far Alone (featuring Jay Ant et E-40 – Produit par Jay Ant)                                | Who U Wit? de Lil Jon & The East Side Boyz | 4:28  |
| 3.  | I Mean It (featuring Remo – Produit par Christoph Andersson)                               |                                            | 3:56  |
| 4.  | Interlude (Skit)                                                                           |                                            | 0:45  |
| 5.  | Opportunity Cost (Produit par Jordan Evans et Matthew Burnett)                             | Shell of Light de Burial                   | 3:54  |
| 6.  | Almost Famous (Produit par Christoph Andersson)                                            |                                            | 4:29  |
| 7.  | Lotta That (featuring A$AP Ferg et Danny Seth – Produit par Christoph Andersson et G-Eazy) |                                            | 4:49  |
| 8.  | Factory Girl (Skit)                                                                        |                                            | 0:13  |
| 9.  | Downtown Love (featuring John Michael Rouchell – Produit par G-Eazy)                       |                                            | 5:27  |
| 10. | Complete (Produit par Christoph Andersson)                                                 | Differences de Ginuwine                    | 3:09  |
| 11. | Let's Get Lost (featuring Devon Baldwin – Produit par Christoph Andersson et G-Eazy)       | Stronger de Kanye West                     | 4:01  |
| 12. | Shoot Me Down (featuring Anthony Stewart – Produit par G-Eazy)                             |                                            | 3:17  |
| 13. | Been On (Produit par Christoph Andersson)                                                  |                                            | 3:29  |
| 14. | Remember You (featuring Blackbear – Produit par Blackbear)                                 |                                            | 3:36  |
| 15. | Tumblr Girls (Produit par Christoph Andersson)                                             |                                            | 4:16  |
| 16. | Just Believe (Produit par Christoph Andersson)                                             |                                            | 4:03  |